# Lovassy László Gimnázium
A Lovassy László Gimnázium Veszprém tíz középfokú iskolájának egyike. A statisztikák Magyarország egyik legszínvonalasabb gimnáziumaként tartják számon.
Az iskolában ötosztályos nyelvi előkészítős osztály keretein belül speciális matematika, német nemzetiségi, informatika, angol tagozat, az Arany János Tehetséggondozó Program tagozata működik, valamint a 2016/2017 tanévtől megszűnő AJTP (Arany János Tehetséggondozó Program) helyett egy általános kerettantervű osztály.

## Története
A Lovassy jogelődjét, a Piarista Gimnáziumot a Volkra Ottó János veszprémi püspök által a városba hívott piaristák hozták létre 1711-ben. Az intézmény kisgimnáziumként, négy grammatikai osztállyal kezdte működését; 1753-ban hatosztályos nagygimnáziummá alakult át.
1778-ra készült el és 1893-ban bővült az iskola várbeli épülete, amelyben az egészen 1968-as elköltözéséig működött. Ez az épület 2008-ig a Veszprémi Közgazdasági Szakközépiskolának adott otthont, ma hasznosításra vár.
Az 1848–49-es forradalom és szabadságharc leverése után az intézményt négyosztályos algimnáziummá minősítették vissza. Ez a kedvezőtlen helyzet 1868-ban ért véget, amikor a vallás- és közoktatásügyi minisztérium újra hatosztályos nagygimnáziummá tette, 1884-ben pedig a Piarista Gimnázium nyolcosztályos, úgynevezett főgimnáziummá vált.

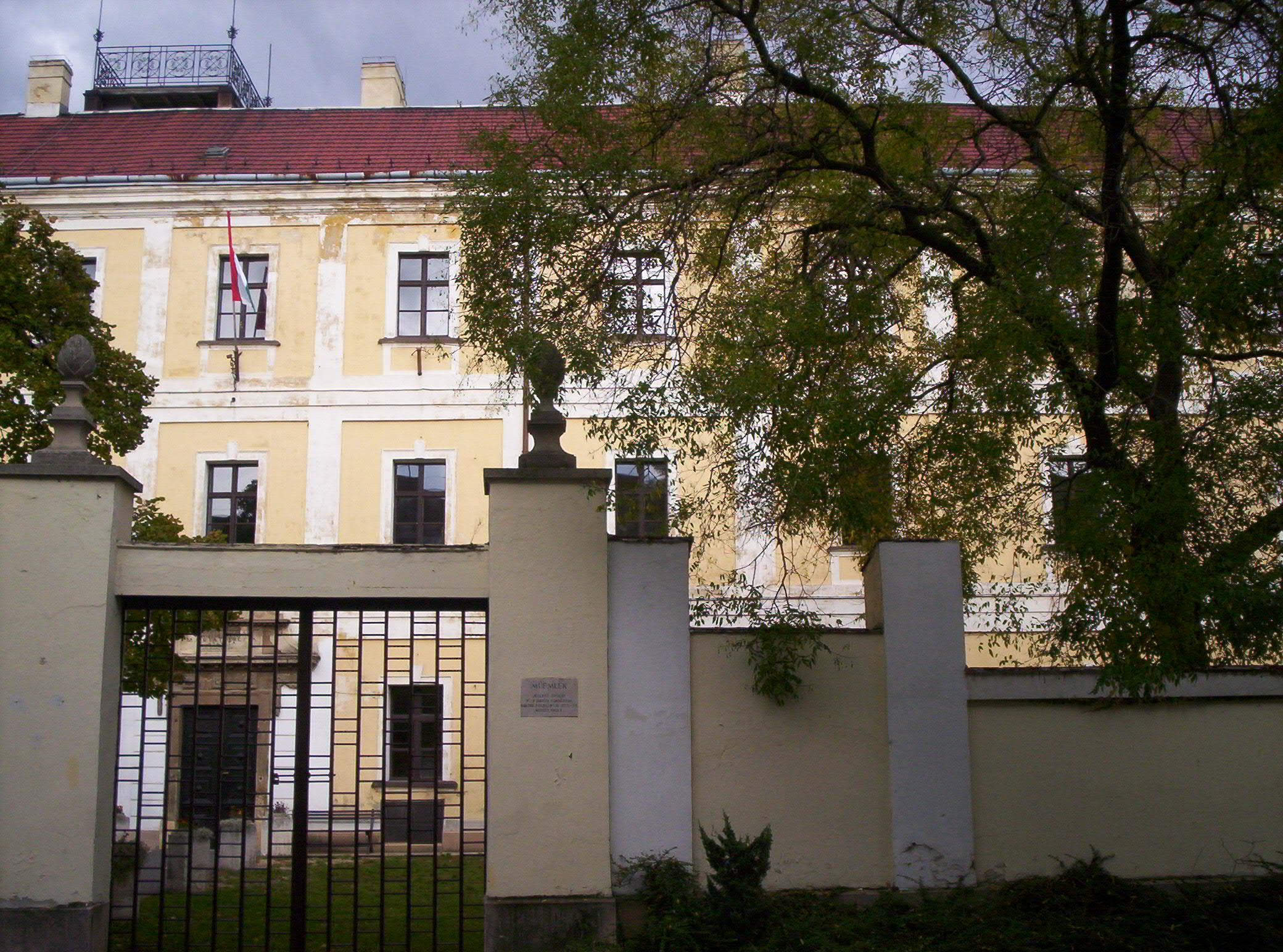
A gimnázium egykori épülete a várban

 A második világháború nagy károkat okozott az iskola épületében és felszereléseiben. Könyvtárának több mint hatezer kötete semmisült meg a háború során.
A Piarista Gimnáziumot az 1948. évi XXXIII. törvény alapján államosították, nevét Veszprémi Állami Gimnáziumra változtatták. Az intézmény 1950 óta viseli egyetlenként Lovassy László, az országgyűlési ifjak reformkori vezéralakjának nevét.
Az ezt követő időszakban az iskola tanulóinak létszáma rohamos bővülésnek indult. A gimnázium szerkezete is átalakult: megnövelték a természettudományos tanórák számát, bevezették az esti és levelező képzést.
Az 1956-os forradalom mély nyomot hagyott az iskola emlékezetében: Brusznyai Árpád tanárt, a Veszprém Megyei Forradalmi Tanács elnökét az eseményekben való részvétele miatt 1958-ban kivégezték.
Az 1950-es, illetve az 1960-as évektől szakmai, valamint – mezőgazdasági gépszerelői, később közlekedésgépészeti, majd zeneművészeti – szakközépiskolai képzés is folyt az intézményben, utóbbi egészen 1985-ig. A gimnázium 1968-ban foglalta el mai épületét a Cserháton.
A rendszerváltozás utáni időszak talán legfontosabb eseménye a hatosztályos képzés bevezetése volt 1995-ben. Az országos középiskolai statisztikák és a minden évben tapasztalható többszörös túljelentkezés igazolják a gimnázium továbbra is magas színvonalát.
A 2000/2001-es tanévtől került bevezetésre az Arany János Tehetséggondozó Program, melybe hátrányos helyzetű (családi, szociális) diákok nyernek felvételt. Az AJTP-s osztályok – vagy más néven "Aranyosok" – teljes létszáma kollégista, külön nevelőtanárral. A még jobb eredményekért időnként hétvégi külön programokat szerveznek a diákoknak.
A 2004/2005-ös tanévben indult utoljára a hatosztályos általános képzés, így a 2006/2007-es évben már csak négy- illetve ötosztályos nyelvi előkészítős osztályokat indít az intézmény.
Az intézmény kiemelkedő sikereket ér el városi, megyei és országos versenyeken is, nemcsak diákjait tekintve, hanem tanáraira vonatkozóan is.
A 2006-2007-es teljes körű iskolafelújítás keretében az iskola új tornacsarnokkal és tantermekkel bővült, a földszinti termek kibővültek, új, modernebb külsőt és belsőt, burkolatokat, biztonsági és elektronikai rendszert kapott az épület, valamint teljesen akadálymentessé vált.

## Rangsor
|     | 2020 | 2021 | 2022 | 2023 | 2024 |
| --- | ---- | ---- | ---- | ---- | ---- |
| HVG |      |      | 25   | 10   | 10   |

## Híres diákjai
- Ányos Pál költő
- Batsányi János költő
- Bóka István ügyvéd, Balatonfüred polgármestere
- Cholnoky Jenő író, földrajztudós, tanár
- Cholnoky László író
- Cholnoky László kémikus
- Cholnoky Viktor író, újságíró, szerkesztő
- Csapó Benő neveléstudományi kutató, egyetemi tanár
- Csetri Lajos irodalomtörténész
- Csikász Imre szobrász
- Endrődi Sándor költő
- Freund Tamás neurobiológus, 2020 júliusától a Magyar Tudományos Akadémia (MTA) elnöke
- Györgydeák György képzőművész
- Kiss Balázs olimpiai bajnok (kalapácsvetés)
- Kollár Lajos építőmérnök, az MTA rendes tagja
- Körmendy Ágoston gépészmérnök[7]
- Mádl Ferenc jogászprofesszor, volt köztársasági elnök, az MTA rendes tagja
- Mesterházy Attila politikus, a Magyar Szocialista Párt volt elnöke
- Navracsics Tibor politikus, volt miniszterelnök-helyettes, volt közigazgatási- és igazságügyi miniszter, volt külgazdasági és külügyminiszter, az Európai Bizottság egykori kulturális, oktatási, ifjúságpolitikai és sportügyi biztosa
- Ókovács Szilveszter operaénekes, a Magyar Állami Operaház főigazgatója
- Pálffy Géza történész
- Rasovszky Kristóf világbajnok úszó
- Simonyi Zsigmond nyelvész
- Sziklay János író, újságíró
- Vas Gereben író
- Vonderviszt Ferenc biofizikus
- Zágor Bernadett válogatott labdarúgó
- Zichy Mihály festő
- További híres diákok az 1900-as évek előtt
- További híres diákok az 1900-as évek után